# Бяконтово (Митищинський міський округ)
Бя́контово (рос. Бяконтово) — присілок у складі Митищинського міського округу Московської області, Росія.

## Населення
Населення — 6 осіб (2010; 0 у 2002).